# Sanzaru Games
Sanzaru Games, Inc. er en amerikansk videospiludviklingsvirksomher, der blev grundlagt i Foster City, Californien i 2006. Sanzaru har også et studie baseret i Ottawa, Ontario kaldet Kitazaru, samt et kontor i Dublin, Californien.

## Historie
Deres første spil var Ninja Reflex, udgivet den 1. marts 2008 til PC, Nintendo DS og Wii . Deres andet spil var en port af det High Impact Games udviklede PlayStation Portable-spil Secret Agent Clank, udgivet den 26. maj 2009 til PlayStation 2. Deres tredje spil var en high definition remastered samling af Sly Cooper-spillene oprindeligt udviklet af Sucker Punch Productions til PlayStation 2, med titlen The Sly Collection og udgivet den 9. november 2010 til PlayStation 3 og PlayStation Vita. Deres fjerde spil var Mystery Case Files: The Malgrave Incident, som de hjalp med udviklingen med Big Fish Games på, blev udgivet den 27. juni 2011 til Wii. Deres femte spil er Sly Cooper: Thieves in Time, som skulle udgives sidst i 2012, men blev forsinket til februar 2013. Deres seneste spil blev afsløret som en genindspilning af Spyro: Year of the Dragon, som var inkluderet i Spyro Reignited -trilogien.
Den 25. februar 2020 blev virksomheden opkøbt af Facebook som en del af dets Oculus Studios . 

## Spil
| Titel                       | År   | Platform(e)         |
| --------------------------- | ---- | ------------------- |
| Ninja Reflex                | 2008 | Wii Nintendo DS, PC |
| Secret Agent Clank          | 2009 | PlayStation 2       |
| The Sly Collection          | 2010 | PlayStation 3       |
| Sly Cooper: Thieves in Time | 2013 | PlayStation 3       |